# Everybody Knows This is Nowhere
Az 1969-es Everybody Knows This Is Nowhere Neil Young második nagylemeze. A zenészt a Crazy Horse együttes kíséri. Az Egyesült Államokban platinalemez lett. Szerepel az 1001 lemez, amit hallanod kell, mielőtt meghalsz című könyvben. 2020-ban Minden idők 500 legjobb albuma listán 407. helyen szerepelt.

## Az album dalai
| 1. | Cinnamon Girl                    | Neil Young | 2:58 |
| 2. | Everybody Knows This Is Nowhere  | Young      | 2:26 |
| 3. | Round & Round (It Won't Be Long) | Young      | 5:49 |
| 4. | Down by the River                | Young      | 9:13 |

| 1. | The Losing End (When You're On)       | Young | 4:03  |
| 2. | Running Dry (Requiem for the Rockets) | Young | 5:30  |
| 3. | Cowgirl in the Sand                   | Young | 10:06 |

## Helyezések

### Album
| Év   | Lista                | Helyezés |
| ---- | -------------------- | -------- |
| 1970 | Billboard Pop Albums | 34       |

### Kislemezek
| Év   | Kislemez      | Lista                 | Helyezés |
| ---- | ------------- | --------------------- | -------- |
| 1970 | Cinnamon Girl | Billboard Pop Singles | 55       |

## Közreműködők
- Neil Young – elektromos gitár, ének
- Danny Whitten – elektromos gitár, vokál
- Billy Talbot – basszusgitár (kivéve a Round & Round (It Won't Be Long)-ot)
- Ralph Molina – dob, háttérvokál (kivéve a Round & Round (It Won't Be Long)-ot)
- Robin Lane – gitár és vokál a Round & Round (It Won't Be Long)-on
- Bobby Notkoff – hegedű a Running Dry (Requiem for the Rockets)-on